# Hohorstiella lata
Hohorstiella lata är en insektsart som först beskrevs av Piaget 1880.  Hohorstiella lata ingår i släktet Hohorstiella och familjen spolätare. Inga underarter finns listade i Catalogue of Life.